# Кардасио, Матиас Адольфо
Мати́ас Адо́льфо Карда́сио Ала́гич (исп. Mathías Adolfo Cardacio Alaguich; род. 2 октября 1987, Монтевидео) — уругвайский футболист, полузащитник.

## Биография

### Клубная карьера
Матиас Кардасио, воспитанник «Насьоналя» дебютировал в основе команды в 2007 году, в том же году он сыграл в кубке Либертадорес в матче с «Велес Сарсфилд». Всего в 2007 году Кардасио провёл 19 матчей и чемпионате и 9 в кубке Либертадорес, а также 7 матчей и гол с пенальти в следующем 2008 году в кубке Либертадорес. Любопытно, что на футболке, Кардасио вместо фамилии игрока писал Боча (что в переводе с аргентинского испанского значит голова), за это болельщики прозвали его Бочита (Головушка).
30 июня 2008 года Кардасио был куплен «Миланом», вместе со своим соотечественником Табаре Вьюдесом примерно за 4,5 млн евро. Кардасио подписал контракт с «Миланом», несмотря на то, что в своих рядах талантливого уругвайца хотели видеть Бока Хуниорс, «Атлетико Мадрид», «Вильярреал», «Ювентус» и «Лацио», контракт был оформлен в Итальянской федерации футбола 4 августа. В составе «Милана» Кардасио дебютировал 3 декабря в матче кубка Италии с «Лацио», заменив на 85-й минуте Андрея Шевченко.
29 августа 2009 года Кардасио расторг контракт с Миланом по обоюдному согласию сторон. Чуть позже было объявлено о подписании контракта с «Банфилдом».
В феврале 2013 года он вернулся в Европу, подписав контракт с греческим «Астерас Триполи».
В 2013—2015, 2017—2018 и 2020—2021 годах выступал за «Дефенсор Спортинг». В сезоне 2016/17 защищал цвета мексиканского «Дорадос де Синалоа». В 2019 году в составе «Насьоналя» выиграл свой единственный титул чемпиона Уругвая.
В мае 2020 года Матиас Кардасио получил серьёзные ожоги ног в результате бытового возгорания плиты. Его жена и двоюродный брат также получили ожоги.

### Выступления за сборную
В молодёжной сборной Уругвая Кардасио провёл 8 матчей, он занял с командой 3-е место на молодёжном кубке Южной Америки и участвовал с ней в молодёжном чемпионате мира 2007, где уругвайцы вылетели на стадии группового турнира.
19 ноября 2008 год в товарищеском мачте с командой Франции Кардасио вышел на поле в футболке первой команды, заменив на 72-й минуте Альваро Перейру

## Статистика
| Сезон                | Клуб                   | Чемпионат            | Чемпионат | Чемпионат | Кубок        | Кубок | Кубок | Еврокубки          | Еврокубки | Еврокубки | Всего | Всего |
| Сезон                | Клуб                   | Лига                 | Игры      | Голы      | Кубок        | Игры  | Голы  | Международный      | Игры      | Голы      | Игры  | Голы  |
| 2006/07              | Насьональ (Монтевидео) | Примера              | 7         | 0         | -            | -     | -     | Кубок Либертадорес | 9         | 0         | 16    | 0     |
| 2007/08              | Насьональ (Монтевидео) | Примера              | 12        | 0         | -            | -     | -     | Кубок Либертадорес | 7         | 1         | 19    | 1     |
| Всего за «Насьональ» | Всего за «Насьональ»   | Всего за «Насьональ» | 19        | 0         |              | -     | -     |                    | 16        | 1         | 35    | 1     |
| 2008/09              | Милан                  | Серия A              | 1         | 0         | Кубок Италии | 1     | 0     | Кубок УЕФА         | 0         | 0         | 1     | 0     |
| Всего                | Всего                  | Всего                | 19        | 0         |              | 1     | 0     |                    | 16        | 1         | 36    | 1     |
| -------------------- | ---------------------- | -------------------- | --------- | --------- | ------------ | ----- | ----- | ------------------ | --------- | --------- | ----- | ----- |

## Титулы и достижения
- Чемпион Уругвая: 2019
- Обладатель Суперкубка Уругвая: 2019 (не играл)
- Победитель Ассенсо МХ: 2016